# Филипп Филиппович Преображенский
Фили́пп Фили́ппович Преображе́нский — герой фантастической повести Михаила Булгакова «Собачье сердце» — учёный-медик, профессор, хирург-экспериментатор. В рамках произведения он противопоставляется люмпену и хаму Шарикову.

## Образ героя
Филипп Филиппович Преображенский, сын кафедрального протоиерея, в юности выбрал стезю врача. После окончания медицинского факультета Московского университета занялся наукой, стал большим учёным, профессором медицины. О себе он гордо говорит своему помощнику Борменталю: «Я — московский студент!»
Профессор Преображенский в 1924 году живёт и работает в Москве в так называемом «Калабуховском доме» по адресу улица Пречистенка, 24, в семикомнатной квартире. Вместе с ним проживают его домработница Зина и кухарка Дарья Петровна, а также временно его ассистент доктор Иван Арнольдович Борменталь. Часть квартиры используется профессором в качестве личной хирургической клиники.
Преображенский достиг отличных результатов в практическом омоложении. Он полностью предан своему делу, но, в отличие от другого героя Булгакова профессора Персикова (повесть «Роковые яйца»), много думает и рассуждает об окружающей его советской действительности, к которой Преображенский относится очень критически. Немолодой интеллигентный человек, знающий цену труду и опыту, возмущён манерами советских выдвиженцев без образования и культуры. «Да, я не люблю пролетариата», — отвечает он на упрёк в нежелании поддерживать начинания большевиков. Разруху он считает следствием некомпетентности советских управленцев, которые занимаются мировой революцией вместо поддержания порядка в стране. От имени уличного пса Шарика Булгаков даёт такую характеристику своему герою:
| Этот ест обильно и не ворует, этот не станет пинать ногой, но и сам никого не боится, а не боится потому, что вечно сыт. |

В результате проведённого профессором совместно с доктором Борменталем смелого эксперимента по пересадке человеческого гипофиза и семенных желез собаке последняя превращается в человека. Председатель домового комитета Швондер выдаёт бывшему псу документы на имя Полиграфа Полиграфовича Шарикова. Шариков, живущий вместе с профессором в его квартире, представляет собой полный антипод Преображенского (люмпен, хам и тунеядец), что приводит к неразрешимому конфликту.
Диалогам, в которых участвует профессор Преображенский, присущи парадоксальность и комизм. Профессор остроумен и язвителен в застольных разговорах с доктором Борменталем, язвителен, грубоват и ироничен в общении с пациентами и неожиданными посетителями. Для диалогов Преображенского и Шарикова характерны яркие карнавализированные элементы, эти словесные перепалки хотя и носят экстравагантный характер, но имеют глубокий философский смысл и обличительную направленность:88—89.
Реплики профессора Преображенского содержат осуждение советского общественного строя, его основ; устами Преображенского Булгаков развенчивает систему коммунистической пропаганды. Преображенский откровенно издевается над используемыми этой пропагандой понятиями «товарищ», «пролетариат», заявляет о негативном влиянии газеты «Правда»:69.

## Оценки

Скульптуры профессора Преображенского и Полиграфа Полиграфовича Шарикова в Харькове

Существуют различные взгляды на личность Преображенского. Так, булгаковед Евгений Яблоков, давая высокую оценку моральным качествам профессора, пишет, что «стержень личности Преображенского — чувство собственного достоинства на грани аристократизма, проистекающее не из пошлого самолюбия, а из сверхличного ощущения важности собственной миссии». Он пишет, что в 2000-е годы в литературной критике появилось множество искажений, в результате которых повести Булгакова приписывается смысл, противоположный авторскому. В своей статье Яблоков опровергает следующие тезисы, ставшие лейтмотивом критики Преображенского:
- Преображенский ставит эксперимент, стремясь «очеловечить» собаку, — на самом деле это был эксперимент по омоложению, давший неожиданный эффект.
- Поскольку инициатором происходящего является профессор, ответственность за происходящее возложена в первую очередь на него.
- Эксперимент Преображенского противоестествен, направлен «против природы», подспудно тоталитарен и потому осуждается Булгаковым.
- Шариков — недочеловек «с собачьим нравом».

По мнению Яблокова, появление этих искажений связано с недооценкой в российском обществе фундаментальных для Булгакова принципов — защиты прав личности, императива чести и достоинства. Он пишет, что ложные трактовки образа Преображенского укореняются даже в школьном преподавании литературы и в научной среде.

## Прототипы
В качестве прототипов литературного персонажа профессора Преображенского называют несколько реальных медиков. Прежде всего — дядю Булгакова, гинеколога Николая Михайловича Покровского. В частности на это указывает тот факт, что описание квартиры профессора Преображенского полностью совпадает с описанием квартиры Покровского в воспоминаниях современников, включая её адрес — угол Пречистенки и Обуховского переулка. Кроме того, и фамилия прототипа, и фамилия персонажа происходят от названий христианских праздников (Покрова Богородицы и Преображения Господня соответственно). По воспоминанием первой жены Михаила Булгакова Татьяны Николаевны Лаппы, «…Я как начала читать, сразу догадалась, что это он». Вместе с тем, по воспоминаниям второй жены Булгакова Любови Евгеньевны Белозерской-Булгаковой, «так и не узнал до самой смерти Николай Михайлович Покровский, что послужил прообразом гениального хирурга Филиппа Филипповича Преображенского». Третья жена Михаила Булгакова Елена Сергеевна вспоминала также, что в 1920-е годы у Покровского был ассистент по фамилии Блюменталь, которая очень походит на фамилию ассистента профессора Преображенского — доктора Борменталя.
Вместе с тем, в качестве возможного прототипа называются и другие люди: хирург Сергей Воронов, врач Алексей Замков, биолог Илья Иванов, невролог Преображенский, хирург Розанов, эндокринолог Василий Шервинский. Он не только похож на описание, данное автором, но и является основателем новой науки — эндокринологии. Он же участвовал в изучении гипофиза и был основателем питомника в Сухуми. Кроме того, в качестве прототипов называют ряд известных современников автора — учёного Бехтерева, физиолога Павлова и даже основателя Советского государства Ленина. Мнение о Бехтереве, Павлове и Ленине как прототипах главного героя оспаривает булгаковед Алексей Варламов, возводя типологию профессора Преображенского к литературному типу доктора Дмитрия Старцева — чеховского Ионыча, персонажа одноимённого рассказа.
Литературовед Сергей Боровиков считает, что Булгаков вложил в уста Преображенскому собственные идеи:
Филиппики проф. Преображенского — это кредо самого Булгакова, с семью комнатами, с «Аидой», горячими закусками под водку, французским вином после обеда и проч.
С ним соглашается Алексей Варламов в том смысле, что Булгаков сам страдал от отсутствия нормального жилья и это выразил в претензиях Преображенского жить и работать в соответствующих условиях, хотя заявляемая Преображенским невозможность трудиться без семи комнат изображена автором в завистливо-ироническом ключе.

## Экранизации
В экранизациях повести роль профессора Преображенского играли Макс фон Сюдов (фильм Альберто Латтуада, 1976) и Евгений Евстигнеев (фильм Владимира Бортко, 1988).

## Памятники
- 26 ноября 2018 года в Петербурге открыли памятник профессору Преображенскому и Шарику. Памятник установлен на Моховой улице, 27. Именно там проходили съёмки многих сцен фильма[21].
- В сентябре 2021 года бронзовую скульптуру профессора Преображенского и Шарика (скульптор А. Щитов) установили в Нижнем Новгороде на Верхне-Волжской набережной напротив университетской клиники Приволжского исследовательского медицинского университета[22].